# Metka
METKA ist ein Maschinenbauunternehmen, das in Griechenland führend ist und heute mehrheitlich zur Mytilineos Holdings gehört. Traditionell fertigt METKA Fertigungs- und Förderanlagen, mittlerweile ist der Bau von Kraftwerken bedeutend. Wichtige Märkte des Unternehmens sind die Niederlande, Südosteuropa, die Türkei, der Nahe Osten und Nordafrika.

## Geschichte
Das Unternehmen wurde 1962 in Nea Ionia bei Volos gegründet. Zwischen 1964 und 1973 war das Unternehmen börsennotiert, 1980 wurde der Wettbewerber TECHNOM S.A. übernommen, 1989 SERVISTEEL S.A. Im Juli 1998 übernahm die Mytilineos Holdings die Mehrheit des Unternehmens und hält gegenwärtig 65,5 % der Anteile.

## Weblink
- Offizielle Homepage (englisch)